# キャミィ
キャミィ (Cammy) は、カプコンの対戦型格闘ゲーム『ストリートファイター』シリーズに登場する架空の人物。フルネームはキャミィ・ホワイト (Cammy White) 。

## キャラクターの設定
『スーパーストリートファイターII』（以下『スパII』）で追加された4人のキャラクターの内の1人。長く伸びた前髪と二房の三つ編み、頬に付いた傷跡が外見的な特徴の少女。細身ながら鍛え上げられた肉体を持ち、帽子とハイレグタイプのレオタードを着用している。かつてシャドルーの総帥ベガにマインドコントロールされていた過去を持つ。

### デルタレッド時代
『ストリートファイターII』（以下『ストII』）シリーズと『ストリートファイターIV』（以下『ストIV』）シリーズでは英軍の特殊部隊「デルタレッド」の隊員。緑色の袖無しハイレグレオタードと赤いベレー帽のコスチュームで登場する。
嵐の夜、土砂崩れに巻き込まれた状態で英国情報部の特殊工作部隊に発見され、基地に保護される。記憶喪失となっており、名前も身元も分からない状態だったが、所持品のペンダントに記されていた「CAMM 740106」という文字から「キャミィ」という呼び名をつけられる。半ば保護・半ば監視という待遇で基地に身を置くが、事故で負った骨折がたったの一週間で完治する異常な回復速度を見せるなど、その身体は通常の人間とは異なっていた。さらにマインドコントロールで特定の人物をターゲットとした暗殺命令を刷り込まれていたことも発覚する。
軍上層部の注目を受けながら、やがて自ら志願して特殊部隊の訓練を受けるようになり、あらゆる科目で優秀な成績を修めてカリキュラムを終えた。その後、犯罪組織シャドルーを巡る調査で黒幕のベガにたどり着き、そのベガの口から記憶を失う前の自分が3年前にシャドルーから送り込まれたスパイであったという事実が語られる。自分の素性を知って悩むが、デルタレッドの仲間から「過去よりこれからだ」と受け入れられた。
『ストII』シリーズにおいては、「キャミィ」の名前は所持していたペンダントにあった文字を由来に、デルタレッドの隊長・ウルフマン大佐によって付けられたという設定だが、時系列では過去に位置する『ストリートファイターZERO3』（以下『ZERO3』）ではすでにキャミィと呼ばれている。カプコンは「『ストII』シリーズと『ストリートファイターZERO』（以下『ZERO』）シリーズはストーリーや出来事に直接の関係のないパラレルワールド的なもの」と説明している。月刊ゲーメスト増刊『ギャルズアイランド3』の開発者インタビューによると、頬の傷は過去の手がかりとなっている。
『ストII』の数年後が舞台の『ストIV』においても引き続きデルタレッドに所属。作中ではリュウ、ケン、春麗、ガイルとともにベガを倒すが、キャミィ自身はベガの死とシャドルー壊滅に関しては懐疑的である。また、『ストIV』家庭用版初回購入特典DVD『〜新たなる絆〜』では南米で起こった不審なデリンジャー現象の調査をするべく、調査隊の隊長として初の隊長任務に臨んでいる。その際にシャドルー暗躍の手がかりを発見し、同時期にシャドルーの調査を行っていたガイル、春麗と合流する。
『スーパーストリートファイターIV』（以下『スパIV』）ではシャドルーやS.I.N社追跡の傍ら、かつての同僚で姉妹と呼んでいるベガ親衛隊の救出にも尽力している。このときにベガ親衛隊の一人であるユーニの救出に成功して、以後の作品では両者は友人関係となる。
『ウルトラストリートファイターIV』（以下『ウルIV』）ではベガ親衛隊の一人であるディカープリに一方的に狙われることになる。
恩人であるキース・ウルフマン大佐を父のように慕っている。
『ストII』シリーズと『ストIV』シリーズでは口調が若干変わっており、前者では少女らしい幼さが残る口調、後者ではやや高圧的な口調となっている（一例として二人称が前者では「あなた」、後者では「おまえ」となっており、相手が目上（年上）の者であってもその姿勢は崩さない）。
『ストIV』シリーズでは既にさくらと面識のある描写があり、さくらに勝った時の勝利メッセージでは温厚な態度で接している。
『ストII』シリーズでは性格がかなりの天気屋（気分や機嫌が変わりやすい）という設定があるほか、『スパIIX』以降のCPU戦クリア時に見られる一枚絵では猫と笑顔で向き合う姿が描かれるなど、少女らしい面もある。
『ストリートファイターV』（以下『ストV』）では『ストII』シリーズにあった脚の迷彩柄のボディペイントが無くなり、代わりに右足の太ももに小物入れを装着している。
『ストV』にてシャドルー基地に行く直前、ケンがメルを抱く姿を見て「ケンは残っていいんじゃないか」と言い「家族」に複雑な感情を抱いている。
『ストリートファイター6』（以下『スト6』）ではデフォルトのデザインが大幅に変更され、長い前髪はそのままだがショートボブになり、衣装も帽子は被らずジャケットとボディスーツを着用している。

### シャドルー時代
『ZERO』シリーズとVS.シリーズでは、コードネーム "キラービー" としてベガ親衛隊に所属している。水色の袖つきハイレグレオタードと同色のギャリソンキャップ（米軍などの略帽に似た形状）のコスチュームで登場する。
『ZERO3』ではシャドルーの技術で肉体改造やマインドコントロールを受けており、命令を忠実にこなすのみの戦闘機械となっていたが、闘いの中で自我に目覚め始める。エンディングではベガの身体の代替として、ベガのDNAを用いて製造されたクローンと明かされている。『X-MEN VS. STREET FIGHTER』（以下『Xスト』）および『MARVEL VS. CAPCOM 2』（以下『マヴカプ2』）では、ベガのようにサイコパワーのオーラを拳や脚に纏いながらの技を使っている。年齢は『スパIIX』の3〜4年前に相当するため15〜16歳。
家庭用作品『ストリートファイターZERO2'』（以下『ZERO2'』）のセガサターン版とPlayStation版では対戦モード限定のキャラクターとして登場。『ストリートファイターZERO ファイターズ ジェネレーション』版『ZERO2'』では個別のストーリーが用意されてCPU戦でも使用可能になった。基本的な設定は変わらないが、「M計画」（詳細は不明）の切り札として投入することが予定されており、キャミィ1人で国家ひとつを壊滅させることもできる、とベガが発言している。
家庭用『ZERO3』のユーリのストーリーでは完全に洗脳が解けた状態で登場する。また、同作のユーリのエンディングと『ZERO3↑↑』のマキとイーグルに対する勝利メッセージでは強気な口調で喋る。
後にデルタレッドに所属することになる。

### ゲーム以外のメディア
キャミィを主役としたコミカライズに中平正彦の漫画『スーパーストリートファイターII キャミィ外伝』（以下『キャミィ外伝』）がある。「キラービー」のコードネームは、同じ中平の作品『ストリートファイターZERO』より。同漫画用にカプコンの起こしたデザインが『Xスト』以降のデザインのベースになっている。中平の次作『さくらがんばる!』においてはシャドルーを脱走しており、シャドルー在籍中に「小国の親善交流」と偽りザンギエフの指導を受けていた時があった。また、さくらが近所にいる頬に傷のある野良猫「キャミィ」に印象が似ていた、という理由から「キャミィちゃん」と呼んだのを気に入って自分の名前にした。
多数の作品においてバルログとの対戦が多い。
アニメ映画『ストリートファイターII MOVIE』ではデルタレッド所属だがベガに洗脳された状態で登場。麻薬撲滅を掲げるアルバート・セラーズ法務大臣を暗殺するが、大勢のSPに逮捕され、インターポールの基地で春麗に取調べを受ける。宣伝用ポスターやビデオジャケットでは、リュウ、ケン、春麗、ベガと共に描かれているが、劇中での出番は暗殺シーンと取り調べシーンのみ。
TVアニメ『ストリートファイターII V』ではベガに雇われて暗殺を請け負う暗殺者という役柄で、衣装も大きく異なる。春麗の父を瀕死に追い込んだ他、フェイロンと対等に戦い、またバイソンを一方的に倒している。
パチスロ『春麗にまかせチャイナ』ではシャドルーの一員として登場するが、コスチュームはデルタレッド版。春麗のライバルキャラクターにあたる。
当初フルネームは設定されておらず、本名不明とされていたが、ケンと共にハリウッド実写映画『ストリートファイター』におけるフルネームが逆輸入された。この映画では普通の軍人でシャドルー云々の過去はなく、ガイル大佐（映画での設定。ゲームでは少佐）の部下。敵を「フェイタルレッグツイスター」で倒すシーンがある。演者はミュージシャンのカイリー・ミノーグ。この実写映画の出演者がそのままゲーム中のキャラクターを演じた実写撮り込みによる格闘ゲームでは、衣装が普通の軍の制服ではなく原作ゲーム同様のハイレグレオタード姿になる。

### キャラクターの原型
月刊ゲーメスト2月号増刊『スーパーストリートファイターII』の開発者インタビューによると、諜報部員ということでイギリス諜報部MI6をイメージしているという他、「名前は忘れたが、昔のマイナーなアニメの女の子をイメージして描いた」と答えている。後に漫画『傷追い人』に登場するお下げの女暗殺者ミスティや、アームプロテクターのデザインは士郎正宗に影響を受けていたことがあきまんにより明かされている。

## デルタレッド
イギリスに本拠地を構える特殊部隊で、世界規模で犯罪組織の調査や壊滅を行っている。要人警護や治安維持でも活躍している。偵察・空挺・海挺などの部隊が存在し、人員は約3,500名。

### メンバー
ハンナ以外は『ストII』シリーズのキャミィのエンディングで登場したサブキャラクター。『ストV』公式サイト「シャドルー格闘家研究所」の「キャラ図鑑」で個別プロフィールが紹介された。
キース・ウルフマン
身長：185cm、体重：97kg、血液型：A型、誕生日：8月28日、出身国：イギリス
好きな物：骨董品、アップルパイ、嫌いな物：報告書、始末書
階級は大佐。キャミィの上司であり、命を救った恩人。
スペインの格闘家と戦った際に顔に大きな傷跡が付いた。トンファーやロッドなどの打撃武器を使った白兵戦が得意。
話が非常に長い。
『キャミィ外伝』ではゲーム版と違うキャラクターデザインになり、ゲーム版のキャラクターデザインは別のデルタレッドの男性隊員に流用されている。
リタ・ルワンダ
身長：176cm、体重：63kg、血液型：B型、誕生日：3月9日、出身国：モザンビーク
好きな物：尖った物、ココア、嫌いな物：辛い物、めんどくさい手続き
ブロンド長髪の女性。『ストII』シリーズでの階級は中尉だが、『ストV』では明記されていない。
刃物類のスペシャリスト。背中に巨大な刃物を背負い、『ストV』では足に巻いたベルトにナイフを数本仕込んである。
はやとちりな性格で、人の話を聞いていないことが多い。口は悪いが仲間思いの姉御肌で、キャミィのことを妹のように思っている。
『キャミィ外伝』ではゲーム版に忠実な姿に描かれているが、背中の巨大な刃物は無い。
マシュー・マッコイ
身長：213cm、体重：213kg、血液型：A型、誕生日：8月18日、出身国：イギリス
好きな物：ルネッサンス美術、嫌いな物：焦げ付くフライパン
顔の右半分をサイボーグ化した肥満体格の巨漢。『ストV』ではサイボーグ化した右腕に特殊武器を仕込んでいる。
重火器のスペシャリストで、ガトリング砲を片手で振り回せるほどの怪力を持つ。腰のベルトにはショットガンなどの武器がかけられている。
手先が器用で、料理や絵画が得意。
『キャミィ外伝』ではキャラクターデザインがゲーム版よりスリムな体格になっている。
ジョージ・ギンズ
身長：159cm、体重：61kg、血液型：不明、誕生日：6月4日、出身国：シンガポール
好きな物：インターネット、漫画、オカルト事件、嫌いな物：運動
ハッキングが得意で、情報戦のスペシャリスト。ムードメーカーで、隊員同士の喧嘩の仲裁役を担う。
スパイ隊員の謎生物「オラクルくん」と行動をともにする。
ハンナ・アッカーソン
身長：156cm、体重：57kg、血液型：B型、誕生日：4月1日、出身国：イギリス
好きな物：猫、犬、職場の仲間たち、嫌いな物：悪天候
階級は中尉。作戦管理と後方サポートを引き受けるデルタレッドの要。
やさしそうな外見だが激怒すると手が付けられないという噂がある。
元は『キャミィ外伝』のオリジナルキャラクターで、本編で初登場したのは『ストIV』公式サイトのノベル。キャラクターデザインが『キャミィ外伝』と『ストV』では違っている。

## 対戦格闘ゲーム以外での登場

### 『ガンスパイク』
近未来・20XX年を舞台にしたシューティングゲーム『ガンスパイク』のプレイヤーキャラクターの1人として登場。本作での設定は『ストII』シリーズとは異なる独自のものになっており、年齢も「21歳」となっている。
ロボット兵士や改造生物を利用した世界同時多発テロに対抗するため結成された、対ロボット特殊部隊（ARSF、Anti-Robot Special Forces）のリーダーに就任。隊員はナッシュ（ストリートファイターZERO）、アーサー（魔界村）、シバ・シンタロウ（ルースターズ、チャリオット）、バレッタ（ヴァンパイアセイヴァー）、ロックマンら歴代カプコンのキャラクターたちと、オリジナルキャラクターのシモーヌ。基本的に銃撃戦がメインとなるが、連続攻撃の一部として「スパイラルアロー」、ヘビーアタックとして「キャノンスパイク」も使用する。隠しキャラクターとして「シャドルーバージョン」のキャミィのコスチュームも存在する。
開発スタッフによると企画時はキャミィが主役の予定だったが、「ちょっと弱い」「このゲームの、という感じが出ない」という理由で主役の座をシバに譲っている。
なお、『ストV』のキャミィに銃のホルダーが装着されているのは本作でのキャミィをリスペクトしてのもの。また、『ストV』公式サイト「シャドルー格闘家研究所」の「キャラ図鑑」ではシバとシモーヌが紹介されており、デルタレッドに協力しているという設定になっている。

### その他のゲーム
『NAMCO x CAPCOM』では、プロローグからユーニ、ユーリとともに登場。基本的な設定などは『ZERO』シリーズ時のものが起用されており、ベガ親衛隊のリーダーとしてプレイヤーに幾度となく戦いを挑んでくる。最初は敵キャラクターとして登場するが、春麗の説得を受けたことで自我が芽生え始める。物語中盤において、主人公たちとの戦闘で致命傷を受けたことがきっかけでベガに見限られ、命を落としかけるが『ディノクライシス』シリーズのレジーナの応急処置で一命を取りとめる。以後は「自身の記憶を取り戻す」という名目で一行の仲間に加わる。プレイヤーキャラクターになった後は、春麗とタッグを組み二人一組のユニットとして扱われる。作中では仲間になった後も完全にベガとの関係を断ち切れたわけではないらしく、相変わらず「ベガ様」と敬称をつけて呼んでしまったり、かつての部下であるユーニ、ユーリとの戦いに心を痛める姿も見られる。
日本国外で発売されたアクションゲーム『ファイナルファイト・ストリートワイズ』では敵キャラクターとして登場。この時の服装はデルタレッド版をベースとしているが、ハイレグワンピースではなくセパレートタイプのウェアになっている。
『鬼武者Soul』ではカプコンヒロインズとして『ストIV』の設定で登場。服装は和風のものになっている。イベントクエストでは「時のねじれ」により『鬼武者』の時空まで飛ばされ、同じ境遇の春麗と共に幻魔と戦う。

## ゲーム上での特徴
小柄だが通常技のリーチが長く、判定や攻撃力も優れている。ジャンプは高さがあるが速度がやや遅い。地上での足の速さを活かして間合いをコントロールし、ちくちくと突き刺すように技を出し、隙あらば強烈な連続技を狙うスタイルを取る。『スパIIX』では奇襲技「フーリガンコンビネーション」が追加され、より攻撃のバリエーションが広がった。

## 技の解説

### 通常技
作品によって若干差異はあるが、ここでは『ストII』シリーズでの技名称を掲載。なおジャンプ状態の垂斜の区別はない。
| 操作     | 立ち（近距離）   | 立ち（遠距離）       | しゃがみ         | ジャンプ               |
| -------- | ---------------- | -------------------- | ---------------- | ---------------------- |
| 弱パンチ | エルボーアッパー | フーリガンジャブ     | ラピッドファイア | ダガーショット         |
| 中パンチ | リフトアッパー   | フーリガンストレート | ライトグレネード | アームブレード         |
| 強パンチ | スイングナックル | リバースラリアット   | トーピドーシェル | フィストボム           |
| 弱キック | ニーショック     | フーリガンキック     | スタンレイピア   | パワーデトネイター     |
| 中キック | マイティレッグ   | トゥースマッシュ     | トゥーバズソー   | スナイピングヒール     |
| 強キック | アサルトシェル   | スティールスライサー | グランドスイープ | クリティカルストライク |

### Vシステム
ストライクバック
Vリバーサル。瞬時に背後へ回り、跳び回し蹴りを仕掛ける。
カウンタースパイク
Vシフトブレイク。

#### Vスキル
アクセルスピンナックル [I]
『ストV』以前までは必殺技だったが、Vスキルとなり性能が変化した。
前方にステップしつつ、身体を一回転させて裏拳を叩き込む。
近距離で発動すると相手をすり抜け、背後に回り込む。
スピニングアックス [II]
後方にジャンプしつつ、空中でスピンキックを繰り出す。
相手の下段攻撃や投げ技を回避できる。

#### Vトリガー
デルタドライブ [I]
「スパイラルアロー」の速度が上昇し相手を貫通するようになり、「キャノンスパイク」および「キャノンストライク」のヒット数が上昇する。
基本的にVトリガーに対応した必殺技を2回発動するとVタイマーが終わる。
デルタアンブッシュ / デルタステップ [II]
「デルタアンブッシュ」は前方に飛び上がる技。「デルタステップ」は特殊な前方ダッシュによる移動技。
「デルタアンブッシュ」は以下の派生技が発動できる。
デルタツイスト
「デルタアンブッシュ」中に地上の立ち状態の相手を掴むと、相手の腹部を「スパイラルアロー」で穿ちながら相手の背後に着地する。
リバースエッジ
「デルタアンブッシュ」中に、2連続の踵落とし。中段判定のため、しゃがみガード不可。

### 通常投げ
フーリガンスープレックス
背後から相手の腰を掴み、ブリッジを利かせて後方に叩きつける。
フランケンシュタイナー / デルタスルー
両脚で相手の首を挟み、後方に倒れ込む勢いで投げ飛ばす。『ストV』では後者の技名になる。
ジャイロニッパー
『ストV』で使用する投げ。相手の肩に乗り、頸部を捻ってからフランケンシュタイナーで締める。
フライングネックハント
空中投げ。相手の首元を片手で掴んで投げ落とす。
エアフランケンシュタイナー / 空中フランケンシュタイナー
空中投げ。ジャンプ中に「フランケンシュタイナー」を仕掛ける。『ストIV』では使用しない。マーヴルVS.シリーズでの名称は「空中フランケンシュタイナー」。
ネックスパイラル
『ストV』で使用する空中投げ。空中で相手を掴むと横回転しながら落下し、地上で首を捻る。

### 特殊技
ライトグレネード
『CAPCOM VS. SNK』（以下『カプエス』）シリーズのみ特殊技として使用。従来作でのしゃがみ中パンチ。
トゥーバズソー
『カプエス』シリーズのみ特殊技として使用。従来作でのしゃがみ中キック。
ニーバレット
『ストV』にて使用する2連膝蹴り。
リフトアッパー
『ストV』で使用。その場で片腕のアッパーをする。従来作での近距離立ち中パンチ。
2段ジャンプ
マーヴルVS.シリーズでのみ可能。空中に浮いた状態からさらに1回ジャンプできる。

### ターゲットコンボ
リフトコンビネーション
『ストV』にて使用。「リフトアッパー」→立ち強キックの連撃。
相手を浮かせることができ、「キャノンスパイク」などで追撃が可能。

### 必殺技
スパイラルアロー / キャノンドリル
錐揉み回転を加えた両脚蹴りで低空を突進しスライディングで停止する。足元を狙う技だが『スパII』から『ZERO』シリーズまでは立ちガード可能だった。
「キャノンドリル」は英語版『II』シリーズでの名称で、『ストリートファイター ザ・ムービー』（以下『ザ・ムービー』）、『Xスト』、『マヴカプ2』では日本版でもこちらの名称が採用されている。VS.シリーズでは足にオーラが纏われており、空中でも使用可能。後に英語版でも「Spiral Arrow」に統合されている。
キャノンスパイク / スラストキック
身体を捻った直後、低い位置から後回しで蹴り上げつつ高く跳び上がる。蹴りが当たった後はキャミィが後方に跳ね返り間合いが開くため、ガードされても反撃を受けにくい。
技の出掛かりに無敵時間が存在するため対空技として機能する。
『Xスト』および『マヴカプ2』では「キャノンドリル」と同様に足にオーラが纏われており、上昇中が完全無敵となっている。
『ウルIV』オメガエディションのEX版は、地上でヒットすると後述する「キャノンストライク」でデルタを描くように追撃する。
「スラストキック」は英語版『II』シリーズでの名称で、日本版でも『ザ・ムービー』ではこちらの名称が使用されているが、『Xスト』および『マヴカプ2』では日本版での名称に変更はない。後に英語版でも「Cannon Spike」に統合されている。
アクセルスピンナックル
前方にステップしつつ、身体を一回転させて肘打ち→裏拳と連続で叩き込む。
回転中に飛び道具をすり抜けることが可能。『スパIIX』ではすり抜け能力が弱で出した時のみになった。『Xスト』および『マヴカプ2』では、拳にサイコパワーのオーラが纏われる。『ZERO3』ではV-ISMのみ使用不可。『ウルIV』オメガエディションのEX版は回転中にも攻撃判定があるため、近距離では連続技として大ダメージを与えることができる。『ストV』ではVスキルとして使用。
フーリガンコンビネーション
『スパIIX』で追加された技。身体を丸めて放物線状にジャンプし、そこから各種派生技に移行する。
相手に接近した際にボタンを押すと地上・空中問わず決まる投げ技を仕掛けられるほか、蹴り技にも派生可能。

フェイタルレッグツイスター
投げ技。相手の胴体あたりに接近した際、もしくは相手がしゃがみ状態の時に掴める。「フランケンシュタイナー」と似た動作で叩きつける。
クロスシザースプレッシャー
投げ技。相手の頭部あたりに接近、もしくは相手が空中にいる時に掴める。組み付いて回転しながら叩きつけた後、背筋を反らした独特の姿勢で離れる。
レイザーエッジスライサー
下段を狙うスライディング。回転ジャンプの後にボタンを追加入力しないと、着地後自動的にこの技に派生する。『ウルIV』オメガエディションではヒットするとそのまま「フェイタルレッグツイスター」で追撃する。
アサルトロール
『ウルIV』オメガエディションで使用する。フーリガンコンビネーション中に、即座に落下して着地する。ボタンの強弱で着地する位置を若干変化でき、着地後の隙は皆無。
キャノンストライク
後に一部作品で「フーリガンコンビネーション」中に使用可能となった。詳細は後述。

キャノンストライク
『Xスト』にて初登場。空中から急降下しつつキックを出す技。
登場した当初はガードされた際に後ろへ跳ね返り、隙が大きかった。『カプエス』シリーズや『ストIV』では跳ね返らない。
『ZERO3』ではV-ISMでのみ使用可能。『マヴカプ2』と『カプエス』シリーズ（1作目および『PRO』ではEX仕様のみ）では「フーリガンコンビネーション」からの派生技としても使用できる。『Xスト』および『マヴカプ2』では足にオーラが纏われている。
『ストIV』以降のEX版は「スパイラルアロー」同様、錐揉み回転を加えた両脚蹴りで急降下する。
ターゲットストライク
『ウルIV』のオメガエディションで使用。空中からパンチ攻撃を相手にヒットさせた後に「キャノンストライク」に連係し相手をダウンさせる。

キャノンリベンジ
コマンドを入力すると一定時間構えを取り、その際に繰り出された相手の攻撃を受け止めて反撃するカウンター技。
初登場の『Xスト』、および『マヴカプ2』では全身が白く光って打撃技を返すことができ、反撃技は常に「キャノンスパイク」となっている。
『ZERO3』ではV-ISMでのみ使用可能で、中段技のみを返すことができ、弱・中・強で攻撃を受け止められる部位と反撃技が変化するようになった。弱で出した場合は頭上からの攻撃に対し浮きの低い「キャノンスパイク」で反撃し、中は胸付近への攻撃をパンチのコンビネーション技で、強は下半身への攻撃をキックのコンビネーション技で返す。
『カプエス2』ではこの技の最初の構えがブロッキングの動作として使われている。
キラービースティンガー
『ウルIV』のオメガエディションで追加。両足の足払いの勢いで回転し、頭を下にしながら開脚し蹴り、両足蹴りで相手を蹴り上げる。強コマンドになるにつれて発生が遅くなり、威力が上昇する。ヒット後はジャンプで追撃ができるが、ガードされると大きな隙を残す。
チョークホイップ
『ザ・ムービー』での技。ワイヤーを伸ばし相手の動きを止める。

### スーパーコンボ / スーパーアーツ
スピンドライブスマッシャー
多段「スパイラルアロー」から多段「キャノンスパイク」へ直接繋ぐ連続攻撃。
初出の『スパIIX』では「スパイラルアロー」部分が全身無敵だが、全段ヒットしないことが多かった。後の作品では強化されている。
『ストIV』シリーズでは両技の間に倒立両足回転蹴りによる体勢立て直しの挙動が入るため前段ヒットしやすくなった半面、「キャノンスパイク」が単発技になった。
『ストリートファイター X 鉄拳』ではフィニッシュが「キャノンスパイク」ではなく、斜め上に飛び上がる「リバースシャフトブレイカー」（後述）となっている。
キラービーアサルト
『Xスト』で追加。画面端に飛んで跳ね返り、相手に四方八方から刺すような打撃を加えた後、投げで地面に叩き付ける。『ZERO3』ではLV3専用技になっている。
『マヴカプ2』（『Xスト』も同じ）では空中でも発動でき、出際のモーションから最初の攻撃判定が出るまで完全無敵。
『NAMCO x CAPCOM』では必殺技として使用しており、春麗とタッグを組んだ後は春麗の「鳳翼扇」の後にキャミィがこの技を決める。
リバースシャフトブレイカー
『ZERO3』で追加。錐揉み回転キックで垂直に上昇する。ボタン連打とレバー回転で連続ヒットの回数を増やせる。
サイコストリーク
キャミィが敬礼のポーズを取るとベガが出現し、「サイコクラッシャー」で前方に突進する。『ZERO2'』でのみ使用する技で、『ZERO3』ではユーニの技となった。
キラーチョークホイップ
『ザ・ムービー』での技。「チョークホイップ」がヒットした後、相手に飛び乗って「フランケンシュタイナー」を繰り出す。
キラービースピン
『スト6』で追加。「キャノンストライク」で降下した後、相手の頭上に倒立した状態で肩を捻り、強烈な鯖折りを食らわす技。
空中ヒットした場合は性能が変化し、多段「キャノンストライク」を繰り出す。
この技は『ストリートファイターII MOVIE』において、要人を暗殺する際に使用したのが初出とされている。

### ウルトラコンボ
ジャイロドライブスマッシャー
「スピンドライブスマッシャー」で相手を打ち上げ、自身も跳び上がって相手を捕捉して落下し、馬乗り状態で首を絞める。
落下して相手を地面に打ち付ける時点でフィニッシュだが、『ウルIV』のオメガエディションでは首を絞めた時がフィニッシュに変更された。
CQC（キャミィ・クイック・コンビネーション）
『スパIV』にて追加されたカウンター技。相手の技を受け止めた後に、関節技のコンビネーションを繰り出す。

### クリティカルアーツ
クロススティンガーアサルト
「キャノンストライク」がヒットすると「キャノンスパイク」で撃ち上げ、四方八方から連続攻撃（7ヒット）の後に空中で真横への「スパイラルアロー」（11ヒット）で相手を貫通し締める。
デルタレッドアサルト
『スト6』で追加。「スパイラルアロー」で突進後、弾丸のごとく高速に複数回往復しながら突進攻撃を繰り出し、最後は相手の前方空中から頭部を目がけて飛び蹴りを食らわす。
自身の体力が4分の1以下の場合はフィニッシュが変化し、相手の背後から強力な蹴りを繰り出す。

### その他の技
ライアットスマッシャー
『ガンスパイク』でのヘビーショット。前方に光弾を2連射する。
チェイングレネード
『ガンスパイク』でのスペシャルアタック。前方に鎖のように連なる爆風を展開する。

## その他
- 『スパII』企画時の設定では「悪の科学者に殺人マシーンとして育てられたが、芽生えかけた善なる心に悩んでいる」というキャラクターとなっている[22]。
- デザインは春麗と対になるように設計され、春麗が東洋人・下半身が筋肉質に対して、キャミィは西洋人・上半身が筋肉質にデザインされている[13][23]。ドット絵はエレナやモリガンを手掛けた男性スタッフが担当した[24][25]。
- 『スパIIX』稼動にあたって行われたプロモーションの一環として、アーケードゲームとしては異例のテレビCMが放映され、キャミィのコスプレをした女性が実写で出演している。
- 『新 鬼武者 DAWN OF DREAMS』では、条件を満たすと柳生十兵衛 茜の隠しコスチュームとしてキャミィの衣装が登場する。
- 『ガンスリンガー ストラトス2』では、天堂寺セイラのコスチュームとしてキャミィの衣装が登場する。
- 2017年10月に11ヶ国を対象として行われた『ストリートファイター』シリーズの「第1回 キャラクター人気投票」では11位を記録[26][27]。

## 主な登場作品

### 対戦型格闘ゲーム
- ストリートファイターIIシリーズ
  - スーパーストリートファイターII - 初登場
  - スーパーストリートファイターIIX
  - ハイパーストリートファイターII
- ハリウッド映画『ストリートファイター』とのタイアップ作品
  - ストリートファイター ザ・ムービー
  - ストリートファイター リアルバトル オン フィルム
- ストリートファイターZEROシリーズ
  - ストリートファイターZERO2' - PlayStationとセガサターンで発売された『ストリートファイターコレクション』の収録作で、のちに単体でも発売。隠しキャラクターとして登場する。『ZERO』シリーズではシャドルー所属のキャミィの初登場となる。
  - ストリートファイターZERO3
- ストリートファイターIVシリーズ - 初代では家庭用のみの追加キャラクター。
- ストリートファイターVシリーズ
- ストリートファイター6
- マーヴルVS.シリーズ
  - X-MEN VS. STREET FIGHTER - シャドルー版キャミィとしてはこれが初登場。『ZERO』シリーズから登場した他のキャラクターに合わせたドット絵が描き起こされている。
  - MARVEL VS. CAPCOM 2 NEW AGE OF HEROES
- CAPCOM VS. SNKシリーズ - シリーズ全てのゲームにシャドルー版で登場。
- ストリートファイター X 鉄拳

### 対戦型格闘ゲーム以外
- ガンスパイク - この作品のみ、デルタレッド版（通常キャラクター）とシャドルー版（隠しキャラクター）の両方が登場する。
- SNK VS. CAPCOM 激突カードファイターズ全シリーズ（トレーディングカードゲーム版も含む） - プレイヤーキャラクターカードとして登場している。
- NAMCO x CAPCOM - 『ZERO3』の設定で登場する。
- 鬼武者Soul
- ヴァルキリーコネクト
- フォートナイト

### 映画
- ストリートファイターII MOVIE（1994年、日本） - アニメ作品
- ストリートファイター（1994年、アメリカ） - 実写作品

### テレビアニメ
- ストリートファイターII V（1995年、日本）

### ドラマCD
- ストリートファイターII外伝 〜キャミィ・闘いの序曲〜 - コロンビアに癒着する麻薬組織を調査する潜入捜査官として登場。

### 漫画
- ストII爆笑!!4コマギャグ外伝（1993年 - 1996年、小学館） - 橋口隆志作。3年以上前の記憶がないため、都合が悪くなるとすぐ記憶喪失のフリをしたり、春麗を「オバン」呼ばわりするなど敵対心を燃やす描写が多く描かれた。またシャドルー打倒のため、エドモンド本田、サンダー・ホーク、ディージェイなど他のファイターを、本人も知らぬうちに肉体改造を施していた。
- スーパーストリートファイターII キャミィ外伝（1994年、小学館） - 中平正彦作。デルタレッドにおけるキャミィの活躍を描く。ベガ、バルログ、ガイル、ダルシム、フェイロンも登場する。また、ハンナ中尉の初登場作品でもある。
- ストリートファイターZERO（1996年、新声社） - 中平正彦作。
- さくらがんばる!（1996年、新声社） - 中平正彦作。
- SUPER STREET FIGHTHRII X 外伝 - 伊藤真美作。第五話「放たれた美獣」、第六話「明かされた過去」の主人公。デルタレッドにおけるキャミィとシャドルーの刺客バルログとの闘いやその過去を描く。
- ストリートファイター ザ コミック（2005年、カプコン） - アメリカンコミックの日本版。キャミィのエピソードにかなりのページ数を費やしている。

## 担当声優・俳優
ゲーム作品での担当声優
- スーザン・ハート（マーヴルVS.シリーズ、『ストリートファイターZERO2'』、『CAPCOM VS. SNK』〈1作目および『PRO』〉）
- 河本明子（『ストリートファイターZERO3』、『NAMCO x CAPCOM』）
- 長沢美樹（『CAPCOM VS. SNK 2』）
- 沢城みゆき（『ストリートファイターIV』以降の関連作品全般）
- ケイトリン・グラス（『ストリートファイターIV』以降の関連作品全般〈英語版〉）

関連作品での担当声優
- 岡本麻弥（実写映画『ストリートファイター』日本語吹き替えソフト版、テレビ朝日版）
- 佐々木瑶子（アニメ『ストリートファイターII V』、アニメ映画『ストリートファイターII MOVIE』）
- 三石琴乃（ドラマCD『ストリートファイターII外伝』）

俳優
- カイリー・ミノーグ（実写映画『ストリートファイター』）

## 関連人物
- ベガ
- バルログ
- ユーリ
- ユーニ
- ディカープリ